# Аюльф II (князь Беневентський)
Аюльф II, князь Беневентський (884—891). Молодший брат князя Радельхіза II, якого він змістив з престолу. У той час візантійці намагались захопити столицю князівства Беневенто. Натомість Аюльф заволодів Барі, яке належало Візантії.
Аюльф також відбив напад неаполітанців.